# Хриб при Камнику
Хриб при Камнику (словен. Hrib pri Kamniku) је насељено место у општини Камник, Средњесловенска регија, Словенија.

## Историја
До територијалне реорганизације у Словенији био је у саставу старе општине Камник.

## Становништво
У попису становништва из 2011. године, Хриб при Камнику је имао 66 становника.
| Број становника према пописима | Број становника према пописима | Број становника према пописима |
| ------------------------------ | ------------------------------ | ------------------------------ |
| 1991                           | 2002                           | 2011                           |
| 52                             | 64                             | 66                             |

Напомена: До 1955. исказивано под именом Хриб. Године 2011. извршена је мала размена територија између насеља Поребер, Сотеска и Хриб при Камнику.